# 명엽지해
《명엽지해》(蓂葉志諧)는 조선 숙종 때인 1678년에 홍만종이 지은 설화집이다. 홍만종이 병으로 마포·서강 근처에 은거해 있을 때, 마을 사람들의 한담을 듣고 기록하였던 글로 그 내용은 사회 풍자적이고 교훈적이며 경계하는 글이 주를 이루고 있다. 15세기부터 본격화된 소화집(笑話集)의 명맥을 잇고 있으며, 오직 우스운 이야기만 모아 놓은 ‘순수 소화집’이다. 이야기마다 모두 4자의 제목이 있으며, 80여 편 가운데 51편에 논평이 첨부되어 있어 정연한 체계를 갖춘 소화집으로 평가된다.

## 내용
거울을 몰라보고 부부와 아버지 원님이 소동을 일으키는 〈부처송경〉(夫妻訟鏡) 같은 민담성 소화와 유명한 문사(文士)인 황신(黃愼, 1560～1619)을 몰라보면서 그 앞에서 그의 시를 수창하는 〈타수부아〉(墮水赴衙) 같은 일화성 소화가 모두 수록되어 있다. 전자보다는 후자가 다소 많아 기록자 홍문종의 계층적 특성을 보여 주기도 한다. 또한 홍만종의 논평 가운데에는 도덕적·윤리적 시각뿐 아니라 웃음을 야기하는 요소들에 대한 해학적 평도 포함하고 있어 홍만종이 소화를 소화답게 감상하려 했음을 알 수 있다.